# オクラホマ・パンハンドル

オクラホマ・パンハンドル

オクラホマ・パンハンドル(Oklahoma Panhandle)は、アメリカ合衆国オクラホマ州の最西部の地域で、シマロン郡、テキサス郡、ビーバー郡の3郡で構成されている。Panhandle とは「鍋の把手（とって）」の意味で、州全体をフライパンに、当地域をその把手に見立てたものである。

## 地理
パンハンドルは、北は北緯37度線でカンザス州とコロラド州、西は西経103度線でニューメキシコ州、南は北緯36.5度線でテキサス州、そして東はオクラホマ州のその他のエリアと西経100度線でそれぞれ境界を成している。地域の最大の町はテキサス郡の郡庁所在地のガイモン(w:Guymon, Oklahoma)である。オクラホマ州の最高地点のブラック・メサ(w:Black Mesa (Oklahoma))はシマロン郡にある。パンハンドルはまた、グレートプレーンズの一部であるハイプレーンズ(High Plains)にある。

## 経済
パンハンドルは他のオクラホマ州の地域と比べると人口密度が低く、この地域の労働力はとても小さい。農業と酪農の運営は、地域の経済活動のほとんどを占めている。地域での高等教育の需要は、ガイモンから10マイル離れたグッドウェル(w:Goodwell, Oklahoma)にあるオクラホマ・パンハンドル州立大学(w:Oklahoma Panhandle State University)が役割を果たしている。

## 歴史
19世紀前半、パンハンドルの一部はサンタフェ・トレイルの交易路の一部で、「シマロン・カットオフ(Cimarron Cutoff)」と呼ばれていた。19世紀後半、テキサス州から割譲された1850年から、オクラホマ準州(w:Oklahoma Territory)に指定された1890年まで、パンハンドル地域はどの州や準州からも要求されないまま残ってしまった。1890年から1907年にオクラホマ州になるまで、パンハンドルはビーヴァー(w:Beaver, Oklahoma)を郡庁所在地にした7番目の郡で、その後現在の3郡に分割された。それより前には、パンハンドルは一般的に" No Man's Land "(誰もいない土地)とも呼ばれた。
2000年の合衆国の国勢調査を受けて、パンハンドルの3郡はオクラホマ州下院選挙区第3区に指定された。地理的に言えば、オクラホマ州最大の下院選挙区である。